# Xã Carlyle, Quận Beadle, South Dakota
Xã Carlyle (tiếng Anh: Carlyle Township) là một xã thuộc quận Beadle, tiểu bang Nam Dakota, Hoa Kỳ. Năm 2010, dân số của xã này là 76 người.